# 앰네스티언론상
앰네스티언론상은 세계평화와 인권신장에 기여하며 한해 한국의 인권 사각지대 문제점을 심층적으로 취재·보도해 인권의 의미를 확산시키는데 기여한 개인이나 단체에게 시상하는 상이며 국제앰네스티 한국지부가 주관하는 언론상이다.

## 역대 수상자
| 회     | 연도   |               | 수상자                                           | 소속                 | 수상내용 |
| ------ | ------ | ------------- | ------------------------------------------------ | -------------------- | --- |
| 제1회  | 1997년 | 언론상        | PD수첩                                           | MBC                  | 개인 및 집단의 권리가 사회안에서 어떻게 짓밟히고 있으며 망각되어 왔는가를 고발                                                                                         |
| 제1회  | 1997년 | 언론상        | 박헌주 임재식                                    | 광주매일신문         | 경찰관의 가혹행위로 인해 억울하게 살인범으로 몰렸던 택시기사를 추적끝에 구제                                                                                           |
| 제2회  | 1999년 | 언론상        | 추적60분(이강택)                                 | KBS                  | 「사면논란 장기수,그들은 누구인가」외 다수 |
| 제2회  | 1999년 | 언론상        | 장윤환                                           | 대한매일             | |
| 제3회  | 1999년 | 언론상        | 성기명 권민철 김대훈                             | CBS                  | `짓밟히는 필리핀 여성들의 코리안 드림' |
| 제3회  | 1999년 | 언론상        | 홍국선 김인수 노수윤 김경국                      | 국제신문             | `인권유린의 현장.. 족쇄.쇠사슬' (수감자 인권) |
| 제4회  | 2000년 | 언론상        | 김환균                                           | MBC                  | 이제는 말할 수 있다 |
| 제4회  | 2000년 | 언론상        | 박임근 송인걸                                    | 한겨레신문           | |
| 제5회  | 2001년 | 언론상        | 시사매거진 2580(이진호)                          | MBC                  | ‘감옥을 택한 이유’ |
| 제5회  | 2001년 | 언론상        | 르포 시대공감                                    | 경인방송(iTV)        | ‘감옥을 택한 이유’ |
| 제5회  | 2001년 | 언론상        | 강영수 이학준 이광호                             | 국민일보             | 비정규직 노동자의 근로조건 문제 |
| 제5회  | 2001년 | 언론상        | 임정재                                           | 세계일보             | ‘장애인 참정권 침해실태’ |
| 제5회  | 2001년 | 언론상        | 이정훈                                           | 동아일보 신동아팀    | 수지김 살해사건 의혹 |
| 제6회  | 2002년 | 언론상        | 민경의 김시현                                    | MBC                  | 심층기획-외국인 노동자' 시리즈 |
| 제6회  | 2002년 | 언론상        | 이성각 안태성                                    | 전북일보             | `여성 시각장애우 씨받이'의 비극적인 생애 |
| 제6회  | 2002년 | 공무원 인권상 | 김종수(교위)                                     | 의문사진상규명위원회 | 의정부교도소 공무원으로서 파견근무를 하며 인권 보호에 기여 |
| 제7회  | 2004년 | 언론상        | 생방송 시사투나잇                                | KBS                  | ‘권력에 의한 소수자 유린 테마시리즈’ |
| 제7회  | 2004년 | 언론상        | CBS 대전방송                                     |                      | ‘직업병 앓는 타이어공장 노동자 권리찾기’ |
| 제9회  | 2006년 | 언론상        | 그것이 알고싶다(조욱희)                          | SBS                  | (‘인간의 비극, 살인…사형’ 등 |
| 제9회  | 2006년 | 언론상        | 최승호 김상균 윤길용 한학수                      | MBC W팀              | ‘러시아 여기자 피살사건’ '레바논 인권 실상' |
| 제9회  | 2006년 | 언론상        | 김기성 유신재                                    | 한겨레신문           | 성추행 당한 후 자살기도한 여성재소자 |
| 제9회  | 2006년 | 언론상        | 손성진 유영규 강혜승 외 8명                      | 서울신문             | 마이너리티 리포트- 소수자의 외침' 시리즈 |
| 제9회  | 2006년 | 특별상        | 공지영                                           |                      | 사형제 폐지를 위해 지속적으로 활동 |
| 제10회 | 2007년 | 언론상        | 김동진 우한울 박은주 백소용                      | 세계일보             | '신약 임상시험의 숨겨진 진실' |
| 제10회 | 2007년 | 언론상        | 정후식 홍행기 최경호 최현배                      | 광주일보             | '국제결혼 다문화 가정' |
| 제10회 | 2007년 | 특별상        | 고맙습니다                                       | MBC                  | 에이즈환자를 모티프로 우리 사회가 소외로 고통을 받고 있는 소수자를 어떻게 받아들이면서 더불어 살아가야 하는지에 대한 심각한 고민과 함께 새로운 해결의 지평을 열어준 점 |
| 제11회 | 2008년 | 언론상        | 신윤동욱 전종휘 이순혁 박수진 임지선             | 한겨레21             | ‘인권OTL(좌절한 사람을 형상화한 이모티콘)’ 시리즈 |
| 제11회 | 2008년 | 언론상        | 채희창 이상혁 김태훈 양원보                      | 세계일보             | ‘정신장애인 인권 리포트’ |
| 제11회 | 2008년 | 언론상        | 시사기획 쌈(정재용·김준우)                       | KBS                  | ‘스포츠와 성폭력에 대한 인권보고서’ |
| 제11회 | 2008년 | 언론상        | 조욱희                                           | SBS                  | ‘용서-그 먼 길 끝에 당신이 있습니까? |
| 제11회 | 2008년 | 특별상        | 동아자유언론수호투쟁위원회                       |                      | |
| 제12회 | 2009년 | 언론상        | 시사기획 쌈                                      | KBS                  | ‘아동 성범죄 실태’ |
| 제12회 | 2009년 | 언론상        | PD수첩                                           | MBC                  | ‘봉쇄된 광장 연행되는 인권’과 ‘서울경찰청의 무전’ |
| 제12회 | 2009년 | 언론상        | 그것이 알고 싶다                                 | SBS                  | ‘테이저건, 그 치명적 유혹’ |
| 제12회 | 2009년 | 언론상        | 대구MBC                                          |                      | ‘국립과학수사연구소 감정 오류, 인권을 말한다’ |
| 제12회 | 2009년 | 언론상        | 염호상 박성준 엄형준 조민중 양원보               | 세계일보             | ‘헌법 30조를 아십니까?’ |
| 제12회 | 2009년 | 언론상        | 특별취재팀                                       | 광주일보             | ‘고마워요, 당신의 땀방울’ |
| 제12회 | 2009년 | 특별상        | 지식채널e                                        | EBS                  | |
| 제12회 | 2009년 | 특별상        | 집행자                                           |                      | 교도관의 사형집행기 |
| 제13회 | 2010년 | 언론상        | 시사매거진 2580/후+(김지경)                      | MBC                  | <아무도 믿어주지 않았다> 등 4편 |
| 제13회 | 2010년 | 언론상        | 김효은 최인수 이대희 김정남                      | CBS 사회부           | <환경미화원 인권보고서: 쥐들과 함께 살고 화장실서 밥 먹는 그녀들> |
| 제13회 | 2010년 | 언론상        | 김호경 권기석 우성규                             | 국민일보             | '잊혀진 만행, 일본 전범기업을 추적한다' |
| 제13회 | 2010년 | 언론상        | 조현철 정제혁 송진식 정환보 박홍두 유정인 황경상 | 경향신문             | ‘민간인 불법사찰 사건 특종기획보도’ |
| 제13회 | 2010년 | 언론상        | 박종찬 허재현 김도성 임지선                      | 한겨레21             | 삼성전자 반도체공장에서 일어난 백혈병 논란과 공장 근로자의 근무실태 |
| 제13회 | 2010년 | 특별상        | ‘마주보며 웃어’                                  | EBS                  | |
| 제14회 | 2011년 | 언론상        | 시사매거진 2580(김재용)                          | MBC                  | 믿기지 않는 구타, 공포의 집합, 소년원 그곳의 도가니' |
| 제14회 | 2011년 | 언론상        | 최서희                                           | KBS                  | '평양-소피아-서울, 그들은 아직도 망명중' |
| 제14회 | 2011년 | 언론상        | 류인하                                           | 경향신문             | '은마아파트 청소노동자 감전사' |
| 제14회 | 2011년 | 언론상        | 김기태                                           | 한겨레21             | '생명 OTL: 빈곤과 죽음의 이중나선' |
| 제14회 | 2011년 | 특별상        | 도가니                                           |                      | |
| 제15회 | 2012년 | 언론상        | 두개의 문                                        |                      | 6명의 무고한 인명이 희생된 용산참사를 '망각의 문'에서 '진실의 문'으로 걸어 나오게 했다                                                                                 |
| 제15회 | 2012년 | 언론상        | 추적60분(홍찬의·강희중)                          | KBS                  | '나는 억울하다 검찰수사 피해자들의 절규' |
| 제15회 | 2012년 | 언론상        | 그것이 알고 싶다(김규형)                         | SBS                  | '유골은 무엇을 말하는가 – 장준하, 그 죽음의 미스터리' |
| 제15회 | 2012년 | 언론상        | 엄지원                                           | 한겨레신문           | '지적장애 노숙인, 노숙소녀 살인사건의 재구성' |
| 제15회 | 2012년 | 특별상        | 배움너머                                         | EBS                  | 우리 사회의 편견, 부조리, 폭력성, 이기주의 성찰 |
| 제16회 | 2013년 | 언론상        | 추적60분                                         | KBS                  | '서울시 공무원 간첩 사건의 전말' |
| 제16회 | 2013년 | 언론상        | SBS스페셜                                        | SBS                  | '감시사회: 누군가 당신을 지켜보고 있다' |
| 제16회 | 2013년 | 언론상        | 뉴스데스크                                       | 광주MBC              | '수사기관 개인정보 무단조회, 이대로 좋은가' |
| 제16회 | 2013년 | 언론상        | 경남도민일보                                     |                      | '밀양 송전탑 특집판(10월 11일)' |
| 제16회 | 2013년 | 언론상        | 경향신문                                         |                      | '살인피해 유족, 끝나지 않는 트라우마 고통' |
| 제16회 | 2013년 | 언론상        | 한겨레21                                         |                      | '국민과 난민 사이' |
| 제16회 | 2013년 | 특별상        | 뉴스타파                                         |                      | 대안언론 가능성 |
| 제17회 | 2014년 | 언론상        | 뉴스9                                            | KBS                  | ‘육군 28사단 윤 일병 폭행 사망 사건’ 연속 보도 |
| 제17회 | 2014년 | 언론상        | 추적60분                                         | KBS                  | ‘메이드 인 캄보디아-국경 넘은 봉제산업, 시험대에 서다’, |
| 제17회 | 2014년 | 언론상        | 대전MBC                                          |                      | 삼일절 특집 다큐멘터리 ‘아버지의 일기장’ |
| 제17회 | 2014년 | 언론상        | 박홍두                                           | 경향신문             | '헌법 위의 차벽' |
| 제17회 | 2014년 | 언론상        | 시사IN                                           |                      | ‘노란봉투-우리가 만드는 기적 4만7000원’ |
| 제17회 | 2014년 | 특별상        | jTBC                                             |                      | '세월호 참사 연속보도' |
| 제18회 | 2015년 | 언론상        | 강민수∙박소희                                    | 오마이뉴스           | 나는 왜 배신자가 되었나 |
| 제18회 | 2015년 | 언론상        | 노윤정∙한규석                                    | KBS                  | 광복 70년 특집 - 끌려간 소녀들, 버마전선에서 사라지다 |
| 제18회 | 2015년 | 언론상        | 이문영                                           | 한겨레21             | '눈물의 밥상' 및 '인권밥상' 기획보도 |
| 제18회 | 2015년 | 언론상        | 김종원                                           | SBS 8시뉴스          | ‘윤 일병 사망사건 주범, 군교도소 내 가혹행위’ |
| 제18회 | 2015년 | 언론상        | 박현호∙장나래                                    | 청주CBS              | ‘청주 지게차 사망 사고 산업재해 은폐 의혹’ |
| 제18회 | 2015년 | 언론상        | 서어리                                           | 프레시안             | '"나는 간첩이 아닙니다' |
| 제18회 | 2015년 | 언론상        | 김련희, 허재현                                   | 한겨레신문           | ‘북한이탈주민 김련희의 이야기, 허재현 기자 노란봉투-우리가 만드는 기적 4만7000원’                                                                                      |
| 제18회 | 2015년 | 특별상        | MBC 무한도전                                     |                      | 배달의 무도 '하시마섬의 비밀', 김태호∙조욱형∙박창훈∙강성아 PD, 이언주∙신정희∙김란주∙이유정∙이지예∙이지연∙이영주∙최병대 작가                                            |
| 제19회 | 2016년 | 언론상        | 김형규∙김소영                                    | 경향신문             | ‘김포공항 청소노동자’ 연속보도 등 6편 |
| 제19회 | 2016년 | 언론상        | 그것이 알고싶다                                  | SBS                  | '살수차9호의 미스터리-백남기 농민 사망사건의 진실' |
| 제19회 | 2016년 | 언론상        | KBS2                                             | KBS2                 | 똑똑한 소비자 리포트 '요양병원의 그늘' |
| 제19회 | 2016년 | 언론상        | CBS                                              | CBS                  | '13세 지적장애 하은이, 성매매 둔갑 판결' 연속보도 |
| 제19회 | 2016년 | 언론상        | 경향신문                                         | 경향신문             | '김포공항 청소노동자' 연속보도 |
| 제19회 | 2016년 | 언론상        | 한겨레신문                                       | 한겨레신문           | '지하철 스크린도어 수리노동자의 죽음' 연속보도 |
| 제19회 | 2016년 | 언론상        | 뉴스타파                                         | 뉴스파타             | '어머니와 간첩' |
| 제19회 | 2016년 | 특별상        | jTBC                                             |                      | JTBC ‘최순실 태블릿PC 입수 보도’ |
| 제20회 | 2017년 | 언론상        |                                                  | 경향신문             | 창간 기획‘혐오를 넘어' |
| 제20회 | 2017년 | 언론상        | 공범자들                                         | 뉴스타파             | |
| 제20회 | 2017년 | 언론상        | 다큐프라임                                       | EBS TV               | 다큐프라임 - 2017 시대탐구 청년 |
| 제20회 | 2017년 | 언론상        | KBS스페셜                                        | KBS TV               | KBS스페셜 '전쟁과 여성' |
| 제20회 | 2017년 | 언론상        |                                                  | 한겨레21             | '난민과 이주노동자를 향한 우리 안의 시선' |
| 제20회 | 2017년 | 언론상        | 전홍기혜                                         | 프레시안             | '한국 해외입양 65년' |
| 제20회 | 2017년 | 특별상        | 아이캔스피크                                     |                      | |